# الأبشيط
الأبشيط أو لابيشط إحدى قرى مركز المحلة الكبرى التابع لمحافظة الغربية بجمهورية مصر العربية.

## التاريخ
قرية الأبشيط من القرى القديمة، حيث وردت باسم «الأبشيط» في أعمال الغربية ضمن قرى الروك الصلاحي التي أحصاها ابن مماتي في كتاب قوانين الدواوين، كما وردت باسم «الأبشيط» في أعمال الغربية ضمن قرى الروك الناصري التي أحصاها ابن الجيعان في كتاب «التحفة السنية بأسماء البلاد المصرية». كانت من توابع مركز سمنود في تعداد 1882.

## التعليم
تصل نسبة الأمية في القرية إلى 51.35% بين من تجاوزوا العاشرة من عمرهم، بينما تصل نسبة من حصلوا على تعليم جامعي إلى 1.68% من جملة السكان.

## السكان
بلغ عدد سكان الأبشيط 13,689 نسمة حسب تقدير عام 2018.
| السنة  | 1882 | 1897 | 1927 | 1947 | 1960 | 1976 | 1986 | 1996 | 2006   | 2018   |
| ------ | ---- | ---- | ---- | ---- | ---- | ---- | ---- | ---- | ------ | ------ |
| القرية | 1304 | 1964 | 2345 | 2657 | 3814 | 5802 | 7207 | 8573 | 10,023 | 13,689 |